# Олег Чаклун
Олег Чаклун (4 березня 1978) — український дитячий письменник.

## Життєпис
Народився 4 березня 1978 року «десь у Європі — чи то в Польщі, чи то в Литві».
Воліє залишатися інкогніто — не з'являється на публіці, не публікує своїх фотографій, не розкриває автоніма.
Про себе розповідає так: «Я народився в мандрах. Мій батько — українець з Полтавщини, а мати походить із польського шляхетського роду. Вони мандрували по Європі, а після мого народження вирішили осісти в Києві, бо це напрочуд містичне місто. Тут і я мешкаю в перерві між мандрами по різних чаклунських місцях. Об'їздив практично всю Європу, бував в Азії й Америці. Стародавні монастирі, інші знакові для різних релігій місця, цікаві люди, ризикові ситуації — так формувався світогляд. А поміж цим я чим тільки не займався — фінансами, рекламою, туризмом, інформаційними технологіями… Так усталилися цінності, згодом склалася сім'я, народилися діти — і, переосмислюючи побачене й пережите, я вирішив привнести у наш світ трохи доброго чаклунства і яскравих мрій, яких нам так бракує, а особливо нині. Так і народився автор — Олег Чаклун».

## Рецензії
- Олег Ворожбит Як іскра є, — то буде й полум'я! [Архівовано 2 січня 2015 у Wayback Machine.] («Буквоїд», 24 грудня 2014)
- Юлія Юліна. Як розвивати іскру, якщо вона є, і що робити, коли її немає [Архівовано 21 жовтня 2014 у Wayback Machine.]
- Анастасія Зайцева. Хочеш мріяти? Ходімо зі мною [Архівовано 6 березня 2017 у Wayback Machine.]
- Книжка-картинка «Коротунчик» [Архівовано 7 березня 2018 у Wayback Machine.]
- Наталка Малетич. «Фонтан казок»: нові та знані імена в дитячій літературі [Архівовано 4 березня 2016 у Wayback Machine.]
- Ольга Цурка. Час одягати жовті гумові чоботи [Архівовано 17 вересня 2016 у Wayback Machine.]
- Мальчишечья радость
- Аліса Кузьменко. Таємнича таємничість: Олег Чаклун і його «Іскра» [Архівовано 20 липня 2018 у Wayback Machine.]
- Леся Космовська. «Піраміда Синтії»: книга, в яку пірнаєш [Архівовано 21 липня 2018 у Wayback Machine.]
- Ольга Белоцерковець. «Круто, мамо! Я хочу бути схожою на цю принцесу!» [Архівовано 21 липня 2018 у Wayback Machine.]
- Олеся Кізима. «Піраміда Синтії», або вічне сяйво чистого розуму [Архівовано 20 липня 2018 у Wayback Machine.]
- Олеся Кізима. «Монстри, що живуть у шафах» і сила усмішки [Архівовано 8 серпня 2018 у Wayback Machine.]
- Ольга Герасим'юк. Книга року ВВС: Той, хто Чаклун у темряві [Архівовано 9 грудня 2018 у Wayback Machine.]
- Олеся Кізима про книжку Олега Чаклуна "Мікробот і Той, кого нема" [Архівовано 18 жовтня 2019 у Wayback Machine.]